# Athies-sous-Laon

Athies-sous-Laon este o comună în departamentul Aisne din nordul Franței. În 1 ianuarie 2022 avea o populație de 2.600 de locuitori.